# Berufswahlpass
Der Berufswahlpass ist ein strukturierendes Instrument für den individuellen Berufsorientierungsprozess der Schüler. Als Lern- und Arbeitsmaterial dient der Berufswahlpass der Organisation, Reflexion und Dokumentation des Berufsorientierungsprozesses. Mit seiner Hilfe soll der Prozess der Berufsorientierung von Klasse 7 bis zum Schulabgang für den einzelnen Schüler, für die Schule und auch für die Eltern strukturiert, planbar und transparent werden.

## Zweck
Mit dem Wandel der Berufs- und Arbeitswelt in den vergangenen Jahren haben sich die Fragestellungen und Problemlagen junger Menschen am Übergang von der Schule in die Berufs- und Arbeitswelt verändert. Im Kontext dieser Veränderungen und Herausforderungen sind Ziele und Aufgaben der schulischen Berufsorientierung neu bestimmt worden. Diese gehen weit über Berufsorientierung als „Berufswahlhilfe und Bewerbungstraining“ hinaus. Berufsorientierung an Schule soll als Prozess gestaltet werden, der auf lebenslange Berufswahlkompetenz zielt. Zentrales Anliegen ist dabei die erfolgreiche Lebensgestaltung mit der Erwerbstätigkeit im Zentrum. Mit dem Berufswahlpass ist ein Instrument entwickelt worden, das diesen Anforderungen gerecht werden soll und somit ein Werkzeug für eine zeitgemäße Berufsorientierung sein soll. Ausgehend von einem Verständnis von Berufsorientierung als Bestandteil der individuellen Lebensplanung versteht sich der Berufswahlpass als Klammer um alle Aktivitäten und Angebote in diesem Bereich und gleichzeitig als Strukturgeber für den individuellen Orientierungsprozess. Beginnend vom Nachdenken über persönliche Interessen, Stärken und Fähigkeiten, über die Entwicklung von Zukunftsvorstellungen und die theoretische und praktische Annäherung an Berufsbilder, bis hin zur Planung des Übergangs von Schule in Arbeitsleben soll der Berufswahlpass als Arbeits- und Dokumentationsinstrument den Schüler ab Klassenstufe 7 bis zum Verlassen der Schule begleiten.

## Entwicklung
Der Berufswahlpass ist ein in 13 Bundesländern (Berlin, Brandenburg, Bremen, Hamburg, Hessen, Mecklenburg-Vorpommern, Niedersachsen, Nordrhein-Westfalen, Rheinland-Pfalz, Sachsen, Sachsen-Anhalt, Schleswig-Holstein, Thüringen) genutztes Instrument, das im Rahmen des Bundesprojekts „Schule-Wirtschaft/Arbeitsleben“ entwickelt und erprobt wurde. Gemeinsam arbeiten die Bundesländer, organisiert in der Bundesarbeitsgemeinschaft Berufswahlpass, daran, den Berufswahlpass als ein Instrument mit Wiedererkennungseffekt in den Schulen, bei der Schulaufsicht, bei außerschulischen Partnern und in der Wirtschaft zu etablieren. Die Bundesagentur für Arbeit unterstützt diese Arbeit und präferiert den Berufswahlpass gegenüber anderen Portfolios in diesem Bereich. Seit Beginn des Schuljahres 2013/2014 gibt es einen speziellen Berufswahlpass NRW.

## Inhalte und Struktur
Die Inhalte des Berufswahlpasses sind folgendermaßen strukturiert
Teil 1: Angebote zur Berufsorientierung
- Berufsorientierungskonzept der Schule
- Seiten der Bundesagentur für Arbeit mit Berufsorientierungsmaterialien und -instrumenten

Teil 2: Mein Weg zur Berufswahl
- Materialien/Instrumente zur Ermittlung eines Kompetenzprofils u. a. mit Selbst- und Fremdeinschätzung, Auswertung, Reflexion
- Lernplanung
- Übergangsplanung: Materialien mit Aufforderungscharakter zur Selbsttätigkeit

Teil 3: Dokumentation
- Zeugnisse, Zertifikate, Bescheinigungen
- weitere Dokumente, die Aktivitäten und Kompetenzen nachweisen

Teil 4: Hilfen zur Lebensplanung

## Einsatz Berufswahlpass
Zielgruppe des Berufswahlpasses sind Schüler der allgemein bildenden Schulen ab Klassenstufe 7. Der Einsatz des Berufswahlpasses erfolgt in Regie der Schule. Unterstützende Akteure sind neben der Schule und den Lehrkräften, Eltern und außerschulische Partner (Unternehmen, Projektträger, Berufsberatung).
Die Koordination der Arbeit mit Berufswahlpass erfordert schulinterne Abstimmung der Lehrkräfte und Kooperationspartner. Basis sind die schuleigenen Berufsorientierungskonzepte, welche alle Angebote, Maßnahmen und Inhalte der Berufsorientierung zielgerichtet zusammenführen. Die Lehrkräfte sollen die Schüler ab Klasse 7 bei der Verwendung des Berufswahlpasses beraten und unterstützen. Die Arbeit mit dem Berufswahlpass erfolgt im Fachunterricht, in fächerverbindenden Einheiten sowie in außerunterrichtlichen Aktivitäten. Der Berufswahlpass ist dabei kein zusätzliches Projekt, sondern Strukturgeber und Dokumentationsinstrument für die vorhandenen Inhalte und Maßnahmen in der Berufsorientierung.
Eltern erhalten mit dem Berufswahlpass Einblicke zum Stand ihres  Kindes im Berufsorientierungsprozess und die Möglichkeit zu seiner aktiven Unterstützung. Der Berufswahlpass soll dabei helfen, die Eltern systematisch in den Berufsorientierungsprozess einzubinden.
Der Berufswahlpass soll auch dabei helfen, die Kooperationsarbeit mit außerschulischen Partnern zu verbessern. Berufsberater, Projektträger sowie Unternehmen sollen  eigene Berufsorientierungsangebote mit Hilfe des Passes abgestimmt gestalten können sowie entsprechende Ergebnisse und Erfahrungen der Schüler im Pass sichern lassen.